# Tomasz Bobel
Tomasz Bobel (Breslavia, 29 dicembre 1974) è un ex calciatore polacco, di ruolo portiere.